# دریای لاخر
دریای لاخر (تلفظ آلمانی: [ˈla:xɐ ˈze:])، که همچنین به نام دریاچهٔ لاخ نیز شناخته می‌شود، یک دریاچه دهانه آتشفشانی با قُطر ۲ کیلومتر (۱٫۲ مایل) در راینلاند فالتس، آلمان حدود ۲۴ کیلومتر (۱۵ مایل) شمال‌غرب کوبلنتس، ۳۷ کیلومتر (۲۳ مایل) بن و ۸ کیلومتر (۵٫۰ مایل) غرب آندرناخ است. این دریاچه در رشته‌کوه آیفل قرار دارد و بخشی از میدان آتشفشانی آیفل شرقی است. این دریاچه توسط یک فوران پلینیایی حدود ۱۳٬۰۰۰ پیش از امروز تشکیل شد و یک VEI به اندازه ۶، هم‌اندازهٔ فوران کوه پیناتوبو در سال ۱۹۹۱ داشت. گاز آتشفشانی در ساحل جنوب‌شرقی دریاچه نشان‌دهندهٔ آتشفشان‌خیزی است.

## شرح
دریاچه لاخ بیضی‌شکل است و توسط کرانه‌های بلند احاطه شده‌است. از گدازهٔ آن برای سنگ‌های آسیاب از دوران رومی تا زمان اختراع غلطک‌های آهنی برای آسیاب غلات به کار برده می‌شد.

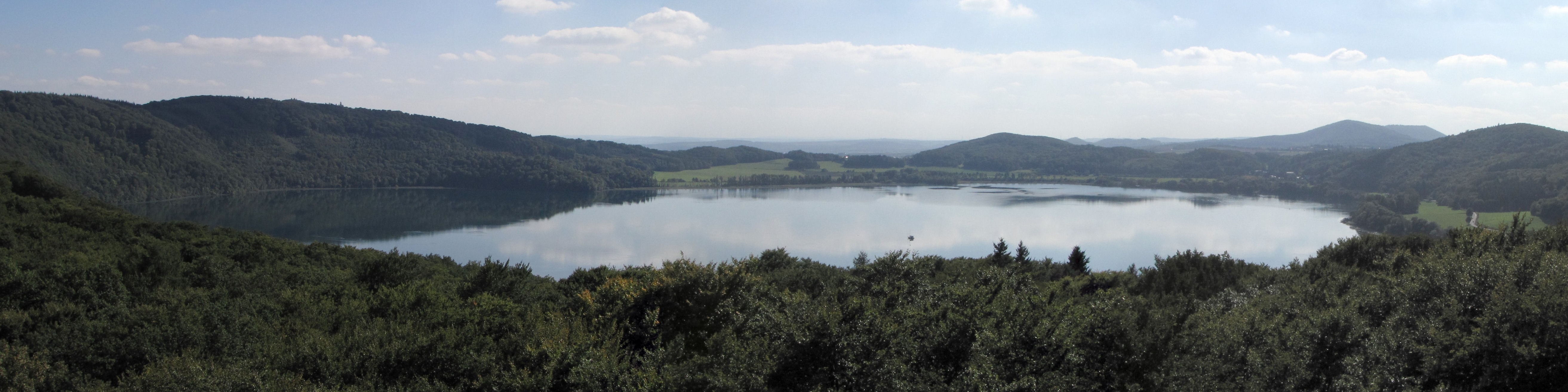
پانوراما از دریای لاخر

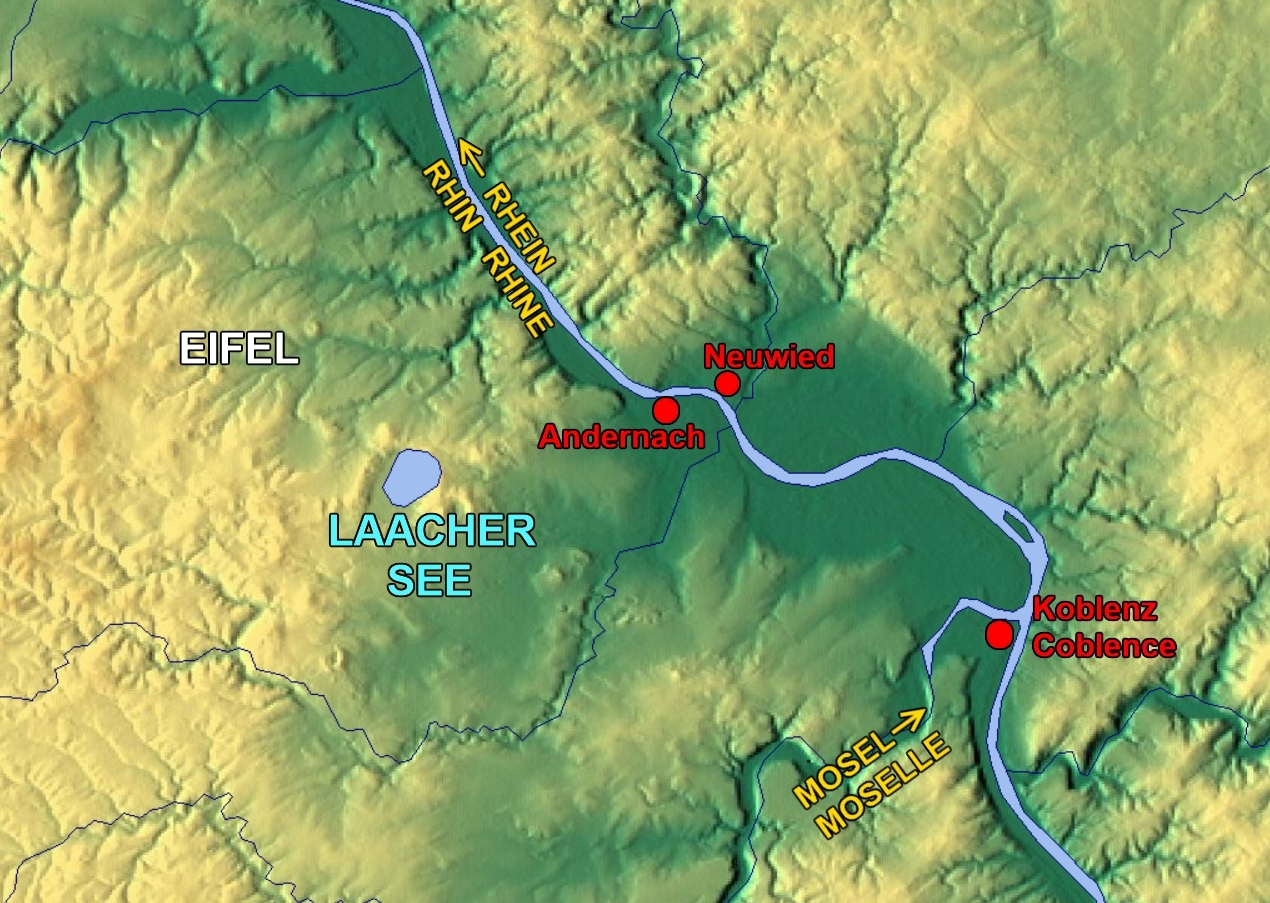
نقشه عارضه‌نگاری نزدیکی دریای لاخر

## برای خواندن بیشتر
- "Laacher See" . Encyclopædia Britannica (به انگلیسی) (11th ed.). 1911.
- Ginibre, Catherine; Wörner, Gerhard; Kronz, Andreas (2004). "Structure and Dynamics of the Laacher See Magma Chamber (Eifel, Germany) from Major and Trace Element Zoning in Sanidine: a Cathodoluminescence and Electron Microprobe Study". Journal of Petrology. 45 (11): 2197–2223. Bibcode:2004JPet...45.2197G. doi:10.1093/petrology/egh053.
- Park, Cornelia; Schmincke, Hans-Ulrich (1997). "Lake Formation and Catastrophic Dam Burst during the Late Pleistocene Laacher See Eruption (Germany)". Naturwissenschaften. 84 (12): 521–525. Bibcode:1997NW.....84..521P. doi:10.1007/s001140050438.
- Riede, Felix (2008). "The Laacher See-eruption (12,920 BP) and material culture change at the end of the Allerød in Northern Europe". Journal of Archaeological Science. 35 (3): 591–599. doi:10.1016/j.jas.2007.05.007.
- Hensch, Martin; Dahm, Torsten; Ritter, Joachim; Heimann, Sebastian; Schmidt, Bernd; Stange, Stefan; Lehmann, Klaus (2019). "Deep low-frequency earthquakes reveal ongoing magmatic recharge beneath Laacher See Volcano (Eifel, Germany)". Geophysical Journal International. 216 (3): 2025–2036. Bibcode:2019GeoJI.216.2025H. doi:10.1093/gji/ggy532.